# Bingen am Rhein
Bingen del Rin, o Bingen, es una ciudad alemana que pertenece al estado federal de Renania-Palatinado. Está situada en la confluencia de los ríos Rin y Nahe al oeste de Alemania, cerca de la ciudad de Maguncia.

## Historia

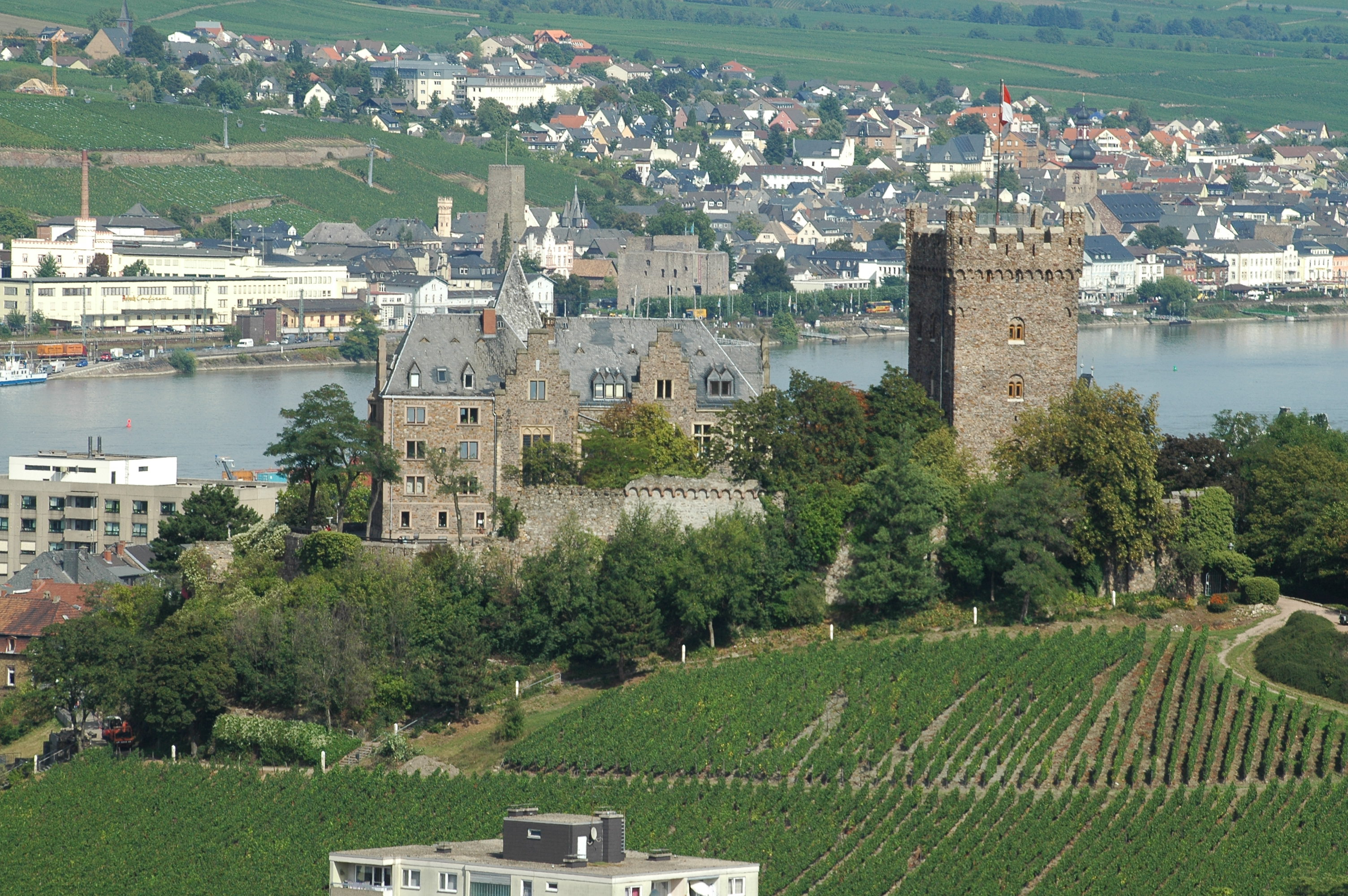
Vista de Bingen.

En tiempos de los romanos, a finales del siglo I a. C.
Druso construyó sobre un asentamiento celta anterior un castellum o fuerte, ocupado bajo los Julio-Claudios por tropas axuliares, como la Cohors IIII Delmatarum y un destacamento de la Legio IV Macedonica, y, a partir de los flavios, por vexillationes de las legiones germanas, primero de la Legio XIV Gemina Martia Victrix y después de la Legio XXII Primigenia.

## Economía
Bingen am Rhein tiene su economía en gran medida dedicada al turismo, debido a sus renombrados vinos blancos, su oferta culinaria y sus festivales (musicales, religiosos, cuturales o culinarios). Bingen posee un puerto activo y un gran enclave ferroviario.